# Una notte movimentata
Una notte movimentata (All in a Night's Work) è un film del 1961 diretto da Joseph Anthony.

## Trama
La morte del presidente di una casa editrice rischia di produrre uno scandalo. Una ragazza seminuda è stata vista uscire dalla sua stanza e ora si teme che la notizia trapeli. La ragazza sospettata è Katie, un'impiegata della società. Per farla tacere, Tony, il nipote del defunto, le alza lo stipendio e l'invita a cena. Finirà in idillio.